# Ріклінг
Ріклінг (нім. Rickling) — громада в Німеччині, розташована в землі Шлезвіг-Гольштейн. Входить до складу району Зегеберг. Складова частина об'єднання громад Боштедт-Ріклінг.
Площа — 38,94 км2. Населення становить 3132 ос. (станом на 31 грудня 2020).